# Зринщина
Зринщина (хорв. Zrinšćina) — населений пункт у Хорватії, у Загребській жупанії у складі міста Светий Іван-Зелина.

## Населення
Населення за даними перепису 2011 року становило 126 осіб.
Динаміка чисельності населення поселення:

## Клімат
Середня річна температура становить 10,30 °C, середня максимальна – 24,30 °C, а середня мінімальна – -5,90 °C. Середня річна кількість опадів – 850 мм.
| Клімат поселення                              | Клімат поселення | Клімат поселення | Клімат поселення | Клімат поселення | Клімат поселення | Клімат поселення | Клімат поселення | Клімат поселення | Клімат поселення | Клімат поселення | Клімат поселення | Клімат поселення | Клімат поселення |
| Показник                                      | Січ.             | Лют.             | Бер.             | Квіт.            | Трав.            | Черв.            | Лип.             | Серп.            | Вер.             | Жовт.            | Лист.            | Груд.            |                  |
| Середній максимум, °C                         | 5,96             | 7,83             | 12,21            | 16,30            | 21,20            | 24,30            | 23,74            | 23,16            | 19,24            | 14,18            | 8,62             | 4,74             |                  |
| Середня температура, °C                       | 0,02             | 1,90             | 6,28             | 10,36            | 15,27            | 18,37            | 20,03            | 19,45            | 15,54            | 10,47            | 4,92             | 1,02             |                  |
| Середній мінімум, °C                          | −5,9             | −4,03            | 0,34             | 4,42             | 9,33             | 12,43            | 16,33            | 15,75            | 11,83            | 6,77             | 1,22             | −2,66            |                  |
| Норма опадів, мм                              | 44               | 45               | 55               | 65               | 76               | 96               | 81               | 83               | 80               | 81               | 82               | 62               |                  |
| Середньомісячна швидкість вітру, м/с          | 2.00             | 2.20             | 2.60             | 2.50             | 2.30             | 2.10             | 2.00             | 1.84             | 1.90             | 1.92             | 2.04             | 2.01             |                  |
| Середньомісячна сонячна радіація, кДж/м²·день | 4101             | 6844             | 10544            | 14939            | 19033            | 20990            | 21811            | 19020            | 14107            | 8720             | 4553             | 3297             |                  |
| --------------------------------------------- | ---------------- | ---------------- | ---------------- | ---------------- | ---------------- | ---------------- | ---------------- | ---------------- | ---------------- | ---------------- | ---------------- | ---------------- | ---------------- |
| Джерело:                                      |                  |                  |                  |                  |                  |                  |                  |                  |                  |                  |                  |                  |                  |